# Imany
Nadia Mladjao (Martigues, Bouches-du-Rhône, Franciaország 1979. április 5. –) művésznevén Imany, francia pop-soul énekesnő. Első debütáló albuma a The Shape Of A Broken Heart volt, mely 2011-ben jelent meg, és hazájában, Franciaországban, valamint Görögországban platina státuszt ért el. Lengyelországban tripla platina helyezést ért el a slágerlistán.

## Családi háttere
Imany Martiguesben született, közel Marseille-hez, családja a Comore-szigetekről származik. Művészneve szuahéli nyelven hitet jelent (arabul: ايمان – kb. iliman vagy imaan).

## Karrierje
Zenei karrierje előtt Imany modellként dolgozott Európában, azonban később az Egyesült Államokba költözött, ahol 7 évig modellkedett, majd visszament Franciaországba, ahol zenei karrierjét egyengette.
2008-ban kezdett el énekelni, például a Beau Lounge, a Réservoir, a Bellevilloise, vagy a The China Club bárokban.
Imany első albuma a The Shape Of A Broken Heart 12 angol nyelvű dalt tartalmaz, azonban az igazi áttörést a Don’t Be So Shy dal Filatov és Karas remix változata hozta meg számára, mely több slágerlistára is felkerült.

## Diszkográfia

### Studio albumok
| Cim                         | Album megjelenés                                                                     | Legmagasabb helyezések | Legmagasabb helyezések | Legmagasabb helyezések | Legmagasabb helyezések | Legmagasabb helyezések | Legmagasabb helyezések | Legmagasabb helyezések | Legmagasabb helyezések | Elismerések                       |
| Cim                         | Album megjelenés                                                                     | FRA                    | AUT                    | BEL (Fl)               | BEL (Wa)               | GER                    | ITA                    | POL                    | SWI                    | Elismerések                       |
| --------------------------- | ------------------------------------------------------------------------------------ | ---------------------- | ---------------------- | ---------------------- | ---------------------- | ---------------------- | ---------------------- | ---------------------- | ---------------------- | --------------------------------- |
| The Shape Of A Broken Heart | - Megjelent: 2011 május 9. - Label: Think Zik! - Formátum: CD, Digitális letöltés    | 19                     | —                      | 55                     | 47                     | 47                     | 10                     | 4                      | 36                     | - FRA: Platina - ZPAV: 3× Platina |
| The Wrong Kind Of War       | - Megjelent: 2016 augusztus 26. - Label: Think Zik! - Formátum: CD, digital letöltés | 7                      | 23                     | 49                     | 19                     | 19                     | 40                     | 10                     | 9                      |                                   |

### Extended változatok
- 2010: Acoustic Sessions

### Filmzenék
| Cim                                                                | Album megjelenés                                                                  | Legmagasabb helyezés | Legmagasabb helyezés | Legmagasabb helyezés | Elismerések   |
| Cim                                                                | Album megjelenés                                                                  | FRA                  | BEL (Wa)             | POL                  | Elismerések   |
| ------------------------------------------------------------------ | --------------------------------------------------------------------------------- | -------------------- | -------------------- | -------------------- | ------------- |
| Sous Les Jupes Des Filles (soundtrack – Imany and various artists) | - Megjelent: 2014 május 26 - Label: Think Zik! - Formátum: CD, digitális letöltés | 84                   | 120                  | 16                   | - ZPAV: Arany |

### Kislemezek
| Dal                                                                               | Év   | Legmasabb helyezések | Legmasabb helyezések | Legmasabb helyezések | Legmasabb helyezések | Legmasabb helyezések | Legmasabb helyezések | Legmasabb helyezések | Legmasabb helyezések | Legmasabb helyezések | Legmasabb helyezések | Elismerések | Album                                |
| Dal                                                                               | Év   | FRA                  | AUS                  | AUT                  | BEL (Wa)             | GER                  | ITA                  | JPN                  | POL                  | RUS                  | SWI                  | Elismerések | Album                                |
| --------------------------------------------------------------------------------- | ---- | -------------------- | -------------------- | -------------------- | -------------------- | -------------------- | -------------------- | -------------------- | -------------------- | -------------------- | -------------------- | --- | ------------------------------------ |
| "You Will Never Know"                                                             | 2011 | 26                   | —                    | —                    | —                    | —                    | 2                    | —                    | 5                    | 1                    | —                    | - FIMI: 2× Platina                                                                                                   | The Shape of a Broken Heart          |
| "Please And Change"                                                               | 2011 | —                    | —                    | —                    | —                    | —                    | —                    | 56                   | —                    | —                    | —                    | | The Shape of a Broken Heart          |
| "The Good The Bad & The Crazy"                                                    | 2014 | 79                   | —                    | —                    | —                    | —                    | —                    | —                    | —                    | 1                    | —                    | | Sous les jupes des filles soundtrack |
| "Don’t Be So Shy" (Filatov & Karas remix)                                         | 2015 | 1                    | 9                    | 1                    | 3                    | 1                    | 22                   | —                    | 1                    | 1                    | 3                    | - ARIA: Platinum - BEA: Arany - BVMI: Arany - FIMI: 2× Platina - IFPI AUT: Arany - IFPI SWI: Platina - ZPAV: Gyémánt | The Wrong Kind of War                |
| "There Were Tears"                                                                | 2016 | 50                   | —                    | —                    | —                    | —                    | —                    | —                    | 38                   | —                    | —                    | | The Wrong Kind of War                |
| "Silver Lining (Clap Your Hands)"                                                 | 2016 | 32                   | —                    | —                    | —                    | —                    | —                    | —                    | —                    | —                    | —                    | | The Wrong Kind of War                |
| "Nothing To Save"                                                                 | 2016 | 179                  | —                    | —                    | —                    | —                    | —                    | —                    | —                    | —                    | —                    | | The Wrong Kind of War                |
| "No Reason No Rhyme"                                                              | 2017 | 174                  | —                    | —                    | —                    | —                    | —                    | —                    | —                    | —                    | —                    | | The Wrong Kind of War                |
| "—" denotes a recording that did not chart or was not released in that territory. |      |                      |                      |                      |                      |                      |                      |                      |                      |                      |                      | |                                      |

#### Közreműködő előadóként
| Dal                                               | Év   | Legmagasabb helyezés | Legmagasabb helyezés | Album      |
| Dal                                               | Év   | FRA                  | BEL (Wa)             | Album      |
| ------------------------------------------------- | ---- | -------------------- | -------------------- | ---------- |
| "Le mystère féminin" (Kery James featuring Imany) | 2013 | 120                  | —                    | Dernier MC |